# Картал, Эрхан
Эрхан Картал (тур. Erhan Kartal; 1 марта 1993 года, Миляс) — турецкий футболист, играющий на позиции защитника.

## Клубная карьера
Эрхан Картал начинал свою карьеру футболиста в клубе «Денизлиспор». 2 мая 2010 года он дебютировал в турецкой Суперлиге, выйдя в основном составе в домашнем поединке против «Генчлербирлиги». По итогам сезона 2009/10 «Денизлиспор» покинул Суперлигу, и следующие 2,5 года Картал выступал за команду в Первой лиге. В январе 2013 года он подписал контракт с клубом Суперлиги «Касымпаша», но на поле появлялся изредка. Вторую половину сезона 2015/16 Картал на правах аренды отыграл за «Шанлыурфаспор» в Первой лиге. В начале июля 2016 года он перешёл в «Аланьяспор», новичка Суперлиги.